# Nhà thờ Chúa Ba Ngôi ở Bánovce nad Bebravou
Nhà thờ Chúa Ba Ngôi ở Bánovce nad Bebravou (tiếng Slovakia: Kostol Najsvätejšej Trojice v Bánovce nad Bebravou) là một nhà thờ tọa lạc trên Quảng trường Ľudovít Štúr của thị trấn Bánovce nad Bebravou, vùng Trenčín, Slovakia. Vào ngày 14 tháng 5 năm 1993, nhà thờ này được ghi danh vào Danh sách Di tích Trung ương theo quyết định của Bộ Văn hóa Cộng hòa Slovakia.

## Lịch sử
Nhà thờ Chúa Ba Ngôi ở Bánovce nad Bebravou tồn tại từ thế kỷ 17 hoặc có thể sớm hơn. Nhà thờ này được xây bằng đá theo phong cách kiến trúc Baroque. Nhà thờ tương đối hẹp và có khung vòm. Bên trong nhà thờ này có ba bàn thờ. Phía trên cửa chính của nhà thờ là không gian dành cho dàn hợp xướng. Nơi này trang bị một cây đàn organ, một bộ trống định âm bằng kim loại, ba cây kèn clarinet, ba cây kèn waldhorn và ba cây vĩ cầm.
Trong thời gian tồn tại, nhà thờ này nhiều lần bị hư hại nhưng đều được trùng tu. Nhà thờ Chúa Ba Ngôi ở Bánovce nad Bebravou có được diện mạo theo phong cách kiến trúc Cổ điển như hiện nay sau công cuộc tái thiết diễn ra vào năm 1803.